# Botanika farmaceutyczna
Botanika farmaceutyczna – jedna z dyscyplin specjalistycznych wykładanych na studiach farmaceutycznych. Obejmuje ona swym zasięgiem zagadnienia botaniki ogólnej o szczególnym znaczeniu dla nauk farmaceutycznych, takich jak: farmakognozja, farmakoterapia, toksykologia, bromatologia. Przedmiotem zainteresowań botaniki farmaceutycznej są cytologia roślin, histologia roślin, systematyka roślin leczniczych, biotechnologia roślin leczniczych.
Dzisiejsza botanika farmaceutyczna zajmuje się głównie problematyką biotechnologii roślin leczniczych (m.in. zagadnieniami mikrorozmnażania, hodowli in vitro, biosyntezy metabolitów wtórnych o działaniu biologicznym i in.).
W Polsce, zagadnieniem tym zajmują się jednostki naukowe na wydziałach farmaceutycznych wyższych uczelni medycznych.